# Janov (Eslováquia)
Janov (em húngaro: Janó) é um município da Eslováquia, situado no distrito de Prešov, na região de Prešov. Tem 4,72 km² de área e sua população em 2018 foi estimada em 331 habitantes.

## Demografia
| Ano:        | 1994 | 2004    | 2014    | 2024   |
| ----------- | ---- | ------- | ------- | ------ |
| Broj ljudi: | 248  | 277     | 325     | 309    |
| Razlika:    |      | +11,69% | +17,32% | -4,92% |

| Ano:               | 2023 | 2024   |
| ------------------ | ---- | ------ |
| Número de pessoas: | 314  | 309    |
| Diferença:         |      | -1,59% |